# Guérison

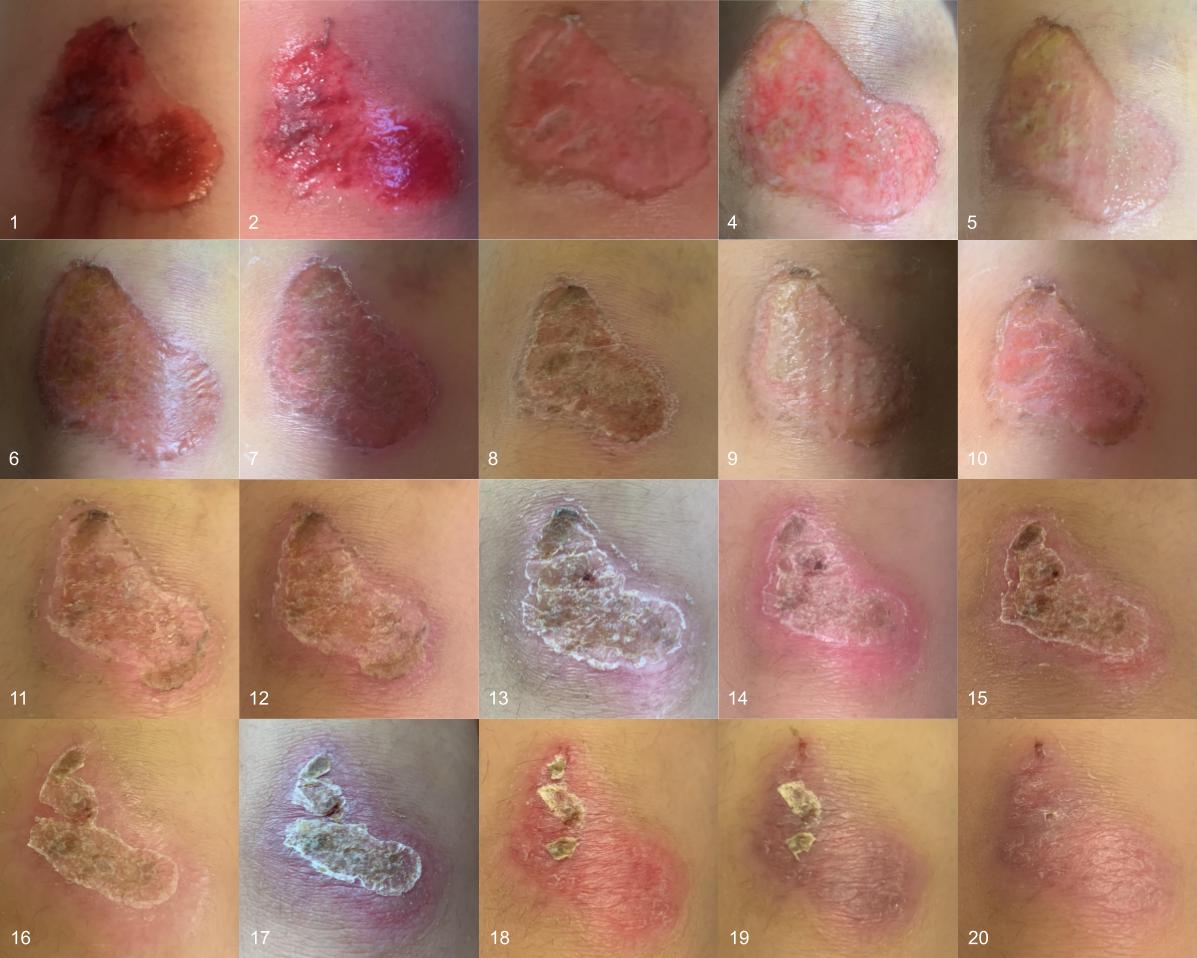
Les étapes de guérison d'un genou.

La guérison est l'action de guérir d'une maladie ou le retour à la santé.

## Définition
Au niveau biologique c'est un processus par lequel les cellules du corps se régénèrent pour réduire l'espace d'une région endommagée par la nécrose. La guérison implique la suppression du tissu endommagé et le remplacement de ce tissu. 
Le remplacement peut se produire de deux façons :
- par régénération : les cellules nécrotiques sont remplacées par le même tissu qu'auparavant ;
- par réparation  : le tissu originel est remplacé par un tissu cicatrisé.

La plupart des organes peuvent guérir en utilisant un mélange des deux processus.

## Expériences spirituelles
Certaines personnes affirment avoir expérimenté des guérisons par la foi.

## Théorie de l'autoguérison
Selon le principe d'autoguérison, le corps posséderait par lui-même les moyens d'éliminer ou endiguer la maladie. Un certain nombre de pseudomédecines mettent en avant des méthodes d'autoguérison ou des principes théoriques non fondés scientifiquement, voire reposant sur des postulats magiques ou spirituels.